# Ken Kitamura
Ken Kitamura föddes den 28 november 1968 i Shiga, Japan. Han är gitarrist i det mycket populära j-rockbandet L'Arc~En~Ciel. Han är även ledare/gitarrist/sångare i sitt eget band Sons Of All Pussys, eller S.O.A.P som de också kallas. Utöver det har han dessutom släppt ett soloalbum, Speed, som utkom 2006.